# Sydney Hayes
Sydney Nuttall Hayes (* 26. Juli 1891 in Stockport; † 11. Dezember 1944 in Lahore, Pakistan) war ein britischer Lacrossespieler.

## Erfolge
Sydney Hayes war bei den Olympischen Spielen 1908 in London Mitglied der britischen Lacrossemannschaft und spielte auf der Position eines Attack Wings. Neben ihm gehörten außerdem George Alexander, George Buckland, Eric Dutton, Wilfrid Johnson, Edward Jones, Reginald Martin, Gerald Mason, Johnson Parker-Smith, Hubert Ramsey, Charles Scott und Norman Whitley zum Aufgebot. Nach dem Rückzug der südafrikanischen Mannschaft wurde im Rahmen der Spiele lediglich eine Lacrosse-Partie gespielt, die zwischen dem Gastgeber aus Großbritannien und Kanada ausgetragen wurde. Nach einer 6:2-Halbzeitführung gewannen die Kanadier die Begegnung letztlich mit 14:10, sodass Hayes ebenso wie seine Mannschaftskameraden die Silbermedaille erhielt.
Auf Vereinsebene war er für den Stockport Lacrosse Club aktiv.